# غیب‌الله امامی
غیب‌الله امامی  از خوشنویسان و نستعلیق‌نویسان صاحب‌نام سده نهم هجری است. بعضی او را اهل گیلان می‌دانند. 
غیب‌الله امامی معاصر سلطان علی قاینی (درگذشت: ۹۱۴ ق) است و در میان معاصرینش جزو معدود خوشنویسانی است که در شیوهٔ نستعلیق‌نویسی به شیوه و طرزی متفاوت با سلطان علی مشهدی می‌نوشت. او را از شاگردان اظهر تبریزی دانسته‌اند.

## آثار
- یک قطعه از مرقعی، به قلم دودانگ و کتابت خفی خوش، با رقم: «... کتبه العبدالفقیر غیب‌الله الامامی عفا الله عنه»
- یک نسخه «صد کلمه» حضرت علی، به قلم نیم دودانگ جلی و کتابت خفی خوش، با رقم: «کتبه العبد... غیب‌الله امامی... فی سنهٔ ثلث و تسعین و ثمانمائه الهجریه النبویه»